# Heřmanice (Rouchovany)
Heřmanice (německy Heřmanitz) jsou zaniklá vesnice, dnes součást obce Rouchovany jako jedna z jejích základních sídelních jednotek. Zanikly v roce 1980 kvůli výstavbě Jaderné elektrárny Dukovany. Jejich katastrální území Heřmanice u Rouchovan bylo připojeno k Rouchovanům. Zaniklou obec připomíná v jejím místě jen kaplička.
Heřmanice se rozkládaly na jih od jaderné elektrárny při dnešní silnici č. III/15249 spojující Rouchovany s Dukovany. Nejvýše dosahuje jejich katastrální území na východě – k 395 m n. m., poblíž dukovanské vlečky. Nadmořské výšky 325 m n. m. naopak dosahuje na jihu v údolí potoka Olešné, resp. jeho přítoku, vlastního Heřmanického potůčku, který se do Olešné vlévá severně od Korduly.

## Historie
Heřmanice náležely k návesním typům vsi. Starší zástavba – původně sedm celolánických usedlostí – směřovala do návsi štítem, mladší k ní byly obráceny boční stranou. Domy podél cesty původně spojující náves se silnicí byly zbudovány až ve 20. století. V době mezi dvěma světovými válkami se Heřmanice rozšířily až k okresní silnici a podél ní. Ve staré pečeti měly Heřmanice krojidlo a radlici. K roku 1750 Heřmanice vykázaly sedm sedláků a dva domkáře, roku 1776 pak čtyři celoláníky, šest pololáníků a 4 domkáře.
Do roku 1894 byly Heřmanice spojeny s Rouchovany. Od té doby byly až do roku 1979 samostatnou obcí. Obec Heřmanice bývala také přifařena k Rouchovanům. V roce 1971 bylo občanům obcí Skryje, Lipňany a Heřmanice oznámeno, že vesnice budou v souvislosti se stavbou Jaderné elektrárny Dukovany zničeny. Zanikly roku 1980.

## Pamětihodnosti
- Kaplička

## Osobnosti
- Jan Černý, český vojenský pilot
- Antonín Škoda, český cyklista a letecký mechanik